# Xã Hunt, Quận Scott, Arkansas
Xã Hunt (tiếng Anh: Hunt Township) là một xã thuộc quận Scott, tiểu bang Arkansas, Hoa Kỳ. Năm 2010, dân số của xã này là 181 người.